# Mars balearicus

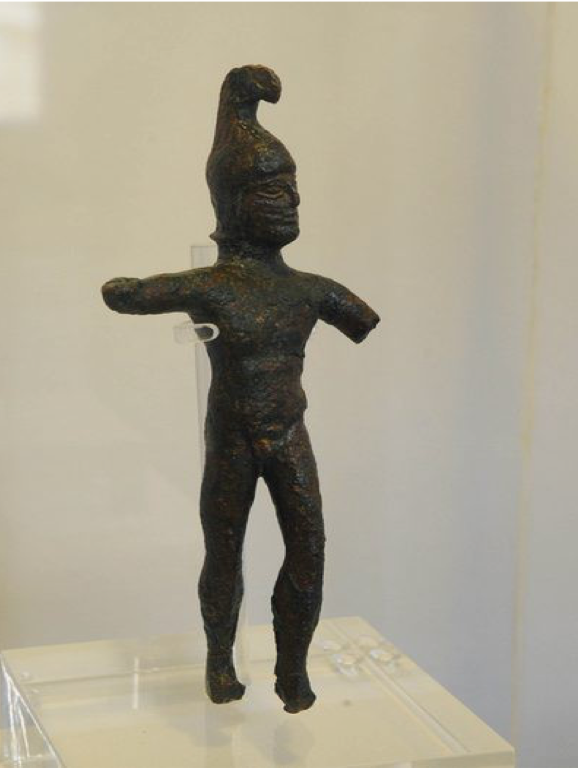
Mars balearicus de Son Gall. Museu de Menorca

Mars Balearicus (o Divinitats Bèl·liques) és el nom amb què A. García-Bellido va batejar el conjunt d'estatuetes documentades a Mallorca i Menorca entre els segles xix i xx i que corresponen al període posttalaiòtic o talaiòtic final. Aquestes es caracteritzen per representar a un home abillat amb un casc i pel que sembla una llança i un escut.

## Història de les investigacions
La primera notícia sobre aquest tipus d'estatuetes es deu al cronista mallorquí Buenaventura Serray Ferragut que descriu en un dels volums de la seva obra una figureta que segons ell representava a Mart.
Anys més tard, Joan Ramis i Ramis va ressenyar en la seva obra dedicada a les inscripcions de Menorca (1833) una altra figureta sobre la qual, anys més tard, va tornar a escriure Hernández Sanz en el seu Compendi de Geografia i Història (1908).
L'origen i el significat d'aquest grup d'escultures localitzades a Menorca i Mallorca no està gens clar i ha generat gran quantitat de publicacions i discussions entre els investigadors. Les primeres interpretacions proposaven que aquestes estatuetes degueren ser portades a les Illes pels foners balears que varen lluitar com a tropes auxiliars de l'exèrcit cartaginès arreu del Mediterrani, però sembla que als llocs on aquests varen lluitar no es troben paral·lels per aquestes representacions.
Als anys 80 va prendre força la proposta de considerar-los smiting gods, representacions del déu fenici de la guerra, però les imatges d'aquesta divinitat estan en una posició diferent de la dels guerrers balears i solen estar coberts amb un faldellí. A part cal mencionar que el lloc amb més aculturació púnica de l'arxipèlag, Eivissa, no se n'ha documentat cap exemplar.
Avui en dia segueix la incògnita de quin era el paper que jugaven aquestes figures dins la cultura posttalaiòtica. El fet de no trobar paral·lels fora de les Illes fa plantejar a alguns investigadors que fossin fabricats a l'arxipèlag, però no hi ha cap evidència arqueològica. La totalitat de les peces menorquines han sigut descobertes fora de context arqueològic. Ara bé, hi ha investigadors que creuen poder assegurar que aquestes estatuetes varen sorgir arran de la demanda per part de les poblacions talaiòtiques. Les darreres investigacions realitzades per l'especialista Santiago Moreno ens accentuen la relació d'aquestes figuretes en la religió romana.

## Els exemplars menorquins
A Menorca s'han documentat un total de 7 figuretes que es poden englobar dins aquesta categoria, tot i que com es pot observar hi ha diferències remarcables:

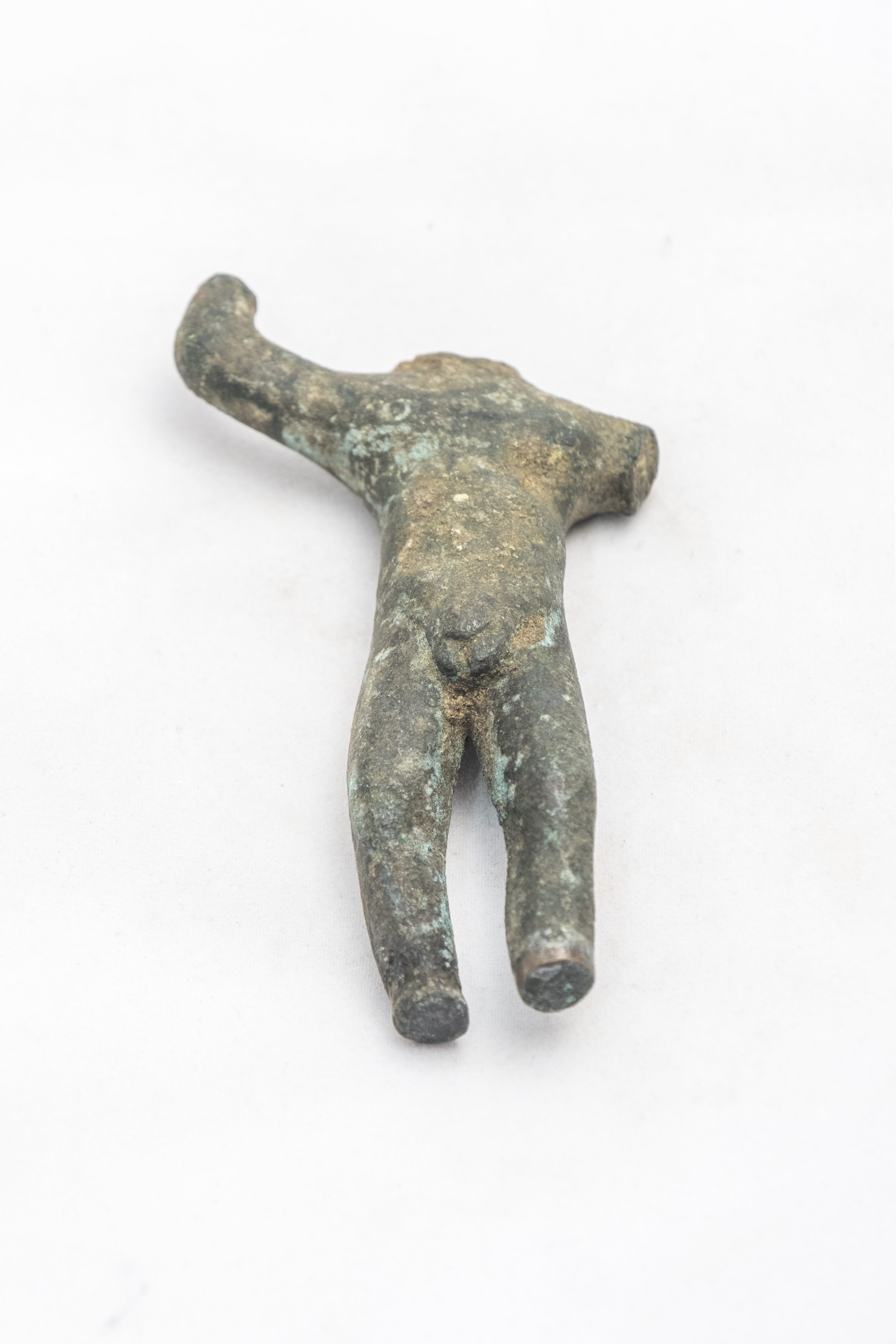
Mars Balearicus de Binicalaf

- L'exemplar de Biniedrís (Alaior). Tan sols es coneix a partir d'una referència d'Oleo i Quadrado de 1876. No hi ha cap altre dada.

- L'exemplar de Binicalaf (Maó). Es va trobar l'any 1910 i actualment pertany a la Col·lecció dels hereus de J. Flaquer i Fàbregues. Es tracta d'una estatueta de 9cm que només conserva el tors, part de les cames i la major part del braç dret, no conserva el cap. El cos sembla estar en posició d'atac, tot i que una mica estàtic, amb el braç dret doblegat i aixecat com si sostingués una llança o algun altre tipus d'arma. El treball de la musculatura de la peça és poc significatiu i al no conservar el cap i, per tant, el possible casc, és difícil donar una cronologia a aquesta peça.

- L'exemplar de Biniatram (Ciutadella). Es conserva actualment al museu de la Hispanic Society (Nova York). Es va trobar l'any 1866 en el talaiot del poblat. Es tracta d'una figura masculina de 12 cm d'alçada, nua amb un casc d'estil pilos o itàlic amb la vora doblegada cap amunt. La posició del cos, de front, mostra el braç dret aixecat en posició d'atac i l'esquerre baixat, flexionat, sembla que podria sostenir algun objecte. El rostre és d'un home madur amb barba, i la musculatura, tot i no estar molt treballada, podria representar un model arcaïtzant.

- L'exemplar de Torelló (Maó). Actualment es troba en la col·lecció Olives. Es tracta d'una figura masculina de 10,5 cm d'alçada, nua amb casc de cimera alta possiblement d'estil sud-itàlic. La musculatura del cos està força treballada igual que el rostre on es pot observar el cisellat de la barba, els ulls de forma ametllada i fins i tot les celles evocant la serietat del rostre. La posició del cos sembla estàtica, amb el braç esquerre aixecat amb la intenció de sostenir una llança i el braç dret doblegat cap avall que sembla també podria sostenir algun objecte.

- L'exemplar de sa Cavalleria (es Mercadal). Actualment es troba a la Col·lecció Olivar. Es tracta de la figura més treballada i de major definició de tot el conjunt. Una figura masculina de 20 cm, nua amb un casc. La seva posició recorda a la corba praxiteliana (una mica més accentuada) en moviment. Amb el braç esquerre sosté una espasa trencada. La cara està força ben treballada, igual que la resta del cos i la musculatura.

- L'exemplar 1 de Son Gall (Alaior). Va ser descobert abans del 1968. Es tracta d'una figura masculina nua, amb una musculatura ben definida, tot i que les faccions són força esquemàtiques. Porta un casc corinti aixecat per sobre del cap. El braç dret el té aixecat en angle recte com si anés a llençar una llança i l'esquerra està trencat.Mars Balearicus de Biniatram. Hispanic Society de Nova York

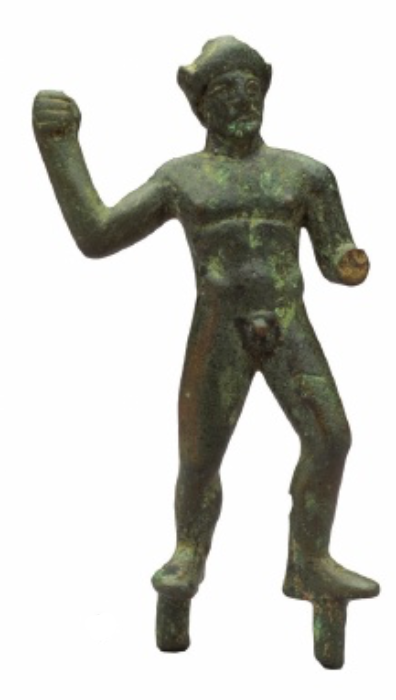
Mars Balearicus de Biniatram. Hispanic Society de Nova York

- L'exemplar 2 de Son Gall (Alaior). Aquest exemplar va ser donat per la família Seguí Vidal al Consell Insular de Menorca. Es tracta d'una de les figuretes més ben conservades. Representa un home nu en posició de moviment. Porta un casc frigi amb cimera i el que queda dels braços sembla respondre al fet que amb la dreta sostenia una llança i amb l'esquerre un escut. La musculatura es troba poc treballada i sobre les cames sembla que porta unes espitlleres.[6]